# Star Wars: Battlefront II
Star Wars: Battlefront là một trò chơi điện tử dựa trên loạt sử thi Star Wars. Phát triển bởi Pandemic Studios và phát hành bởi LucasArts. Nó là phần tiếp theo của Star Wars: Battlefront (2004) và là phần thứ hai trong dòng game Battlefront. Trò chơi được phát hành vào 31 tháng 10 năm 2005 trên hệ máy PlayStation 2, PlayStation Portable, Microsoft Windows và Xbox, và phát hành ở Bắc Mỹ vào 1 tháng 11 cùng năm. Trò chơi cũng có thể tải về qua PlayStation Store trên PSP.
Trò chơi giới thiệu nhiều loại phương tiện, nhân vật, cách chơi, bản đồ và nhiệm vụ mới so với BattleFront thứ nhất. Không như trò chơi trước đó, Battlefront II cho thấy những nhiệm vụ dựa trên tường thuật, kể lại bởi một cựu stormtrooper của Đế chế, hồi tưởng lại những nghĩa vụ của anh phục vụ cho cả Nền Cộng Hòa và Đế chế Thiên Hà. Trò chơi cũng sử dụng nhân vật Jedi trong chế độ chơi Hero hoặc đấu ngoài không gian.
Battlefront II nhận được nhiều đánh giá tích cực. Cũng như trò chơi trước, nó thành công về mặt thương mại.

## Trò chơi
BattleFront II có thêm chế độ chơi mới. Mục tiêu của ta trong hầu hết các nhiệm vụ là phải hủy diệt cơ sở của đối thủ. Cũng như Star Wars Battlefront, thời gian được chia ra làm 2 thời kì Chiến tranh Vô tính và Galactic Civil War. Người chơi có thể sử dụng giữa sáu loại quân. 4 trong số đó là cơ bản nhất của các phe; bộ binh, vũ khí hạng nặng, lính bắn tỉa và công binh. Mỗi phe lại có thêm hai loại binh đặc biệt mà có thể được mở bằng cách nhận một số lượng điểm đã định trước. Phe Nổi dậy có Bothan Spy và the Wookiee; Phe Đế chế có Officer và The Dark Trooper; Phe Cộng Hòa có Commander và the Jet Trooper; và cho phe CIS, có Magnaguard và the Droideka. BattleFront II cũng sử dụng đến Hero - một loại quân đặc biệt cho người chơi có quyền điều khiển một nhân vật biểu tượng trong Star Wars. Sự khác biệt giữa Battlefront II  và trò chơi trước của nó gồm khả năng chạy và lăn về phía trước.

### Chiến dịch
BattleFront chỉ gồm có một chế độ chơi chiến dịch duy nhất là Rise of the Empire, có thể thấy được ở tất cả các phiên bản ngoại trừ PSP.
Phiên bản PSP thay vào đó, cho thấy 3 thử thách khác nhau; Imperial Enforcer, Rogue Assassin, và Rebel Raider.

### Galactic Conquest
Như phần trước, trò chơi cũng bao gồm chế độ chơi Conquest. Người chơi sẽ phải dẫn đầu một đội quân đi đánh chiếm các hành tinh khác và chiếm lấy quyền điều khiển của hành tinh đó. Trong chế độ này có thể nhận điểm thưởng để mua nhiều loại quân mới.

### Instant Action
Trong Instant Action người chơi có thể chọn bất cứ một level nào của game. 4 chế độ khác là; Hunt mode, Capture the Flag (CTF), Hero Assault and Space Assault.
Trong chế độ Hunt Mode, người chơi sẽ vào vai một loài vật ngoài hành tinh tương ứng với hành tinh được chọn hoặc đối với nó. Khi chơi các loài bản địa sẽ phải đẩy lùi phe đối lập, hoặc loại bỏ các loài bản địa nếu chơi như phe đối lập. Trong 1-flag CTF, hai đội chơi sẽ có mục tiêu là lấy chiếc cờ ở phe đối thủ; 2-flag CTF người chơi sẽ trộm cờ rồi đưa về căn cứ để lấy điểm.
Trong chế độ Hero Assault người chơi điều khiển những nhân vật biểu tượng trong Star Wars và chia ra làm hai đội, anh hùng và kẻ xấu. Mục tiêu của mỗi phe đó là giết được một số lượng yêu cầu. Space Assault cho phép người chơi sử dụng đến phi thuyền để chiến đấu với các tàu khác hoặc cơ sở ở trên tàu. Trò chơi sẽ kết thúc nếu một phe giành được số điểm đã định trước.